# Рилово
Рило́во (рос. Рылово) — присілок в Красногорському районі Удмуртії, Росія.

## Населення
Населення — 49 осіб (2010; 72 в 2002).
Національний склад станом на 2002 рік:
- удмурти — 62 %
- росіяни — 38 %